# MPV17L
MPV17L (англ. MPV17 mitochondrial inner membrane protein like) – білок, який кодується однойменним геном, розташованим у людей на 16-й хромосомі. Довжина поліпептидного ланцюга білка становить 196 амінокислот, а молекулярна маса — 22 116.
| 10         |  | 20         |  | 30         |  | 40         |  | 50         |
| ---------- |  | ---------- |  | ---------- |  | ---------- |  | ---------- |
| MAGWWPALSR |  | AARRHPWPTN |  | VLLYGSLVSA |  | GDALQQRLQG |  | REANWRQTRR |
| VATLVVTFHA |  | NFNYVWLRLL |  | ERALPGRAPH |  | ALLAKLLCDQ |  | VVGAPIAVSA |
| FYVGMSILQG |  | KDDIFLDLKQ |  | KFWNTYLSGL |  | MYWPFVQLTN |  | FSLVPVQWRT |
| AYAGVCGFLW |  | ATFICFSQQS |  | GDGTFKSAFT |  | ILYTKGTSAT |  | EGYPKK     |

A: Аланін

C: Цистеїн

D: Аспарагінова кислота

E: Глутамінова кислота

F: Фенілаланін

G: Гліцин

H: Гістидин

I: Ізолейцин

K: Лізин

L: Лейцин

M: Метіонін

N: Аспарагін

P: Пролін

Q: Глутамін

R: Аргінін

S: Серин

T: Треонін

V: Валін

W: Триптофан

Задіяний у такому біологічному процесі, як альтернативний сплайсинг. 
Локалізований у мембрані, пероксисомах.